# Matías Ruiz Díaz
Matías Lautaro Ruiz Díaz (La Plata, provincia de Buenos Aires, Argentina; 9 de septiembre de 1996) es un futbolista argentino. Juega de defensor en Estudiantes de Río Cuarto, equipo de la Primera Nacional.

## Carrera

### Estudiantes de La Plata
Ruiz Díaz debutó en Estudiantes de La Plata el 3 de diciembre de 2017 en la victoria 1-0 sobre Talleres de Córdoba. En total, jugó 7 partidos entre 2017 y 2019. 

### Guillermo Brown
Sin muchas posibilidades en Estudiantes de La Plata, Ruiz Díaz es prestado a Guillermo Brown, equipo de la Primera Nacional. Debutó el 24 de agosto de 2019 en la derrota ante Deportivo Morón por 1-0, ingresando a falta de un minuto para finalizar el partido en reemplazo de Mateo Ramírez.
Convirtió su primer gol como profesional el 4 de septiembre de 2021 en la victoria por 1 a 0 contra Almagro. Jugó un total de 47 partidos y convirtió dos goles,contra Ferro y Almagro.

### Central Córdoba de Santiago del Estero
Su buenas actuaciones en la segunda categoría, lograron que Central Córdoba de Santiago del Estero sea su nuevo destino.
Debutó en la goleada de Estudiantes de La Plata por 5 a 0 sobre el Ferroviario. En total, jugó 3 partidos.

### Quilmes
A mediados de 2022, Ruiz Díaz sería nuevamente prestado, esta vez a Quilmes, equipo de la Primera Nacional.

### Patronato
A principio de 2023, es cedido a Patronato para afrontar otra temporada de la segunda categoría y también para disputar la Copa Libertadores.

### Independiente Rivadavia
En busca de mejores oportunidades, en febrero de 2024, decide de mutuo acuerdo, rescindir contrato con Estudiantes de La Plata y recalar en Independiente Rivadavia de la Primera División de Argentina.

## Estadísticas

### Clubes
- Actualizado hasta el 9 de agosto de 2025.

| Estudiantes (LP) Argentina | 1.ª                 | 2017-18             | 6   | 0 | 0  | 0 | 0 | 0 | 6   | 0 | 0    |
| Estudiantes (LP) Argentina | 1.ª                 | 2018-19             | 1   | 0 | 0  | 0 | 0 | 0 | 1   | 0 | 0    |
| Estudiantes (LP) Argentina | Total club          | Total club          | 7   | 0 | 0  | 0 | 0 | 0 | 7   | 0 | 0    |
| Guillermo Brown Argentina | 2.ª                 | 2019-20             | 13  | 0 | -  | - | - | - | 13  | 0 | 0    |
| Guillermo Brown Argentina | 2.ª                 | 2020                | 5   | 0 | -  | - | - | - | 5   | 0 | 0    |
| Guillermo Brown Argentina | 2.ª                 | 2021                | 29  | 2 | -  | - | - | - | 29  | 2 | 0.07 |
| Guillermo Brown Argentina | Total club          | Total club          | 47  | 2 | -  | - | - | - | 47  | 2 | 0.04 |
| Central Córdoba (SdE) Argentina | 1.ª                 | 2022                | 0   | 0 | 3  | 0 | - | - | 3   | 0 | 0    |
| Central Córdoba (SdE) Argentina | Total club          | Total club          | 0   | 0 | 3  | 0 | - | - | 3   | 0 | 0    |
| Quilmes Argentina | 2.ª                 | 2022                | 9   | 1 | 2  | 0 | - | - | 11  | 1 | 0.09 |
| Quilmes Argentina | Total club          | Total club          | 9   | 1 | 2  | 0 | - | - | 11  | 1 | 0.09 |
| Patronato Argentina | 2.ª                 | 2023                | 25  | 0 | 0  | 0 | 4 | 0 | 29  | 0 | 0    |
| Patronato Argentina | Total club          | Total club          | 25  | 0 | 0  | 0 | 4 | 0 | 29  | 0 | 0    |
| Independiente Rivadavia Argentina | 1.ª                 | 2024                | 13  | 0 | 9  | 0 | - | - | 22  | 0 | 0    |
| Independiente Rivadavia Argentina | Total club          | Total club          | 13  | 0 | 9  | 0 | - | - | 22  | 0 | 0    |
| Estudiantes (RC) Argentina | 2.ª                 | 2025                | 17  | 1 | 0  | 0 | - | - | 17  | 1 | 0.06 |
| Estudiantes (RC) Argentina | Total club          | Total club          | 17  | 1 | 0  | 0 | - | - | 17  | 1 | 0.06 |
| Total en su carrera | Total en su carrera | Total en su carrera | 118 | 4 | 14 | 0 | 4 | 0 | 136 | 4 | 0.03 |
| (1) Las copas nacionales se refiere a la Copa Argentina y a la Copa de la Liga Profesional. (2) Las copas internacionales se refiere a la Copa Libertadores y a la Copa Sudamericana. (3) Media de goles recibidos por encuentro. No incluye goles en partidos amistosos. |                     |                     |     |   |    |   |   |   |     |   |      |